# 해병대 군수단
해병대 군수단(海兵隊 軍需團, Marine Corps Logistic Group)은 대한민국 해병대의 군수 업무와 전투근무지원을 전담하고 있는 부대이다.

## 조직
| 본부부서 - 계획운영처 - 보급처 - 정비탄약처 - 공보정훈실 - 감찰실 | - 직할부대 - 본부대 - 정보통신중대 - 예하부대 - 보급근무대대 - 수송대대 - 정비대대 - 상륙지원대대 - 제1군수대대 (제1사단 지원) - 포항시 - 제2군수대대 (제2사단 지원) - 김포시 |

## 계보
- 1949년 : 해병대 근무중대
- 1955년 : 해병대 보급정비단
- 1994년 : 해병대 상륙지원단
- 2014년 : 해병대 군수지원단
- 2016년 : 해병대 군수단